# KC-100
KC-100 （Naraon，飛來）是大韓民國韓國航空宇宙產業自行研發生產的單引擎四座輕型飛機，亦是韓國首架自行研發的民用飛機。該機於2011年7月21日首次試飛，使韓國成為第28個自行研發民用飛機的國家。

## 歷史
KC-100的研發工作始於2008年7月，主要由大韓民國國土海洋部和韓國航空宇宙產業進行。3年之內共投入774億韓元研發經費進行研發，飛機機體約90%的部分完全依靠韓國自身技術製造。
2011年7月20日，韩国航空宇宙产业在韓國慶尚南道泗川市空軍第三訓練飛行基地公佈了KC-100飛機，飛機命名為「나라온」。飛機在當日上午順利完成試飛。

## 未來發展
韓國國土海洋部已經決定開展該型飛機出口的計劃，飛機售價約為6億韓元。按照日程，飛機將於2013年左右完成開發，翌年將開始投入量產並進入市場。飛機在功能上除了作為私人飛機使用外，還有望成為教練機、遊覽機等多種改型。

## 飛機數據
参考资料：韓國宇宙產業，ANN，朝鮮日報，중앙일보（中央日報），KBS WORLD
基本信息
- 机组：4名

性能

## 外部連結
- 韓國航空宇宙產業KC-100官方主頁（英文）